# پیپل دیلی
دیلی پیپل بزرگترین گروه روزنامه در چین است. دیلی پیپل روزنامه رسمی کمیته مرکزی حزب کمونیست چین با تیراژ ۳ میلیونی محسوب می‌شود. علاوه بر نسخه اصلی چینی، دارای نسخه‌هایی به زبان‌های انگلیسی، اسپانیایی، ژاپنی، فرانسوی، روسی، پرتغالی، عربی، تبتی، قزاقستانی، اویغوری، ژوانگ، مغولی و سایر زبان‌های اقلیت در چین می‌باشد. این روزنامه اطلاعات مستقیمی در مورد سیاست‌ها و دیدگاه‌های حزب کمونیست چین ارائه می‌دهد.